# Someday My Prince Will Come (Album)
Someday My Prince Will Come ist ein Jazz-Album von Miles Davis, aufgenommen in drei Aufnahmesitzungen am 7, 20. und 21. März 1961, veröffentlicht bei Columbia Records im Jahr 1961.

## Das Album
Nach einer Welttournee im Jahr 1960 hatte John Coltrane das Miles-Davis-Quintett verlassen, um eigene Pläne zu verwirklichen. Er ging z. T. auch deshalb, weil Davis seiner Ansicht nach nicht bereit war, sich den Herausforderungen junger Musiker der frühen 1960er Jahre wie Ornette Coleman zu stellen. Miles Davis nahm vorübergehend Sonny Stitt in die Band, der aber Anfang 1961 wieder ausstieg.
Im März 1961 brachte der Trompeter seine Band zu ersten Plattenaufnahmen seit dem Album Kind of Blue (1959) ins Columbia-Studio. Sie nahmen einen Blues mit dem Titel Pfrancing auf (eine Anspielung auf den Namen von Davis´ Ehefrau) und ein weiteres Stück namens Drag-Dog. Mit dem Resultat war Davis nicht sonderlich zufrieden. Er rief Coltrane an und fragte ihn, ob er am nächsten Tag Zeit hätte, mitzuspielen; Coltrane machte aber keine Zusagen. Am folgenden Tag beschloss Davis, Some Day My Prince Will Come aufzunehmen – der Titel stammt aus dem Walt-Disney-Film Schneewittchen und die sieben Zwerge (Snow White and the Seven Dwarfs, 1937). Sein Saxophonist Hank Mobley spielte sein melodisches Solo im klassischen Hard-Bop-Stil, da erschien plötzlich Coltrane im Studio und „bläst zwei Soli, die alles andere in den Schatten stellen“
Jimmy Cobb berichtete: „Das rote Licht brannte und wir waren mitten in der Nummer, als Trane im Studio auftauchte. Während wir weiterspielten, setzte er sein Horn zusammen und Miles schrieb ihm die Akkorde auf einen Fetzen Papier. Dann setzte er das Horn an und spielte dieses unglaubliche Solo. Ich weiß bis heute nicht, wie er das schaffte, sich so schnell in einer Nummer zurechtzufinden, die er überhaupt nicht kannte. Hank war baff, wie sicher Trane mit den Akkorden umging.“
Coltrane spielt auch in Teo mit, der einzigen modalen Nummer dieser Session mit einem faszinierenden östlichen Flair. Teo ist der indisch beeinflussten modalen Musik sehr ähnlich, mit der sich Coltrane in den ersten Jahren seines eigenen Quintetts häufig beschäftigte.
Bis auf das Titelstück und Teo spielte Davis das Album in Quintett-Besetzung ein.
Es war die letzte Studion-Session Davis´ mit Hank Mobley; damit endete auch die Zusammenarbeit Miles mit Coltrane, die mit Unterbrechungen seit 1955 bestanden hatte, sowie mit dem Schlagzeuger Philly Joe Jones. Jones erschien kurz auf der Session und spielte beim „Blues No. 2“ mit, der jedoch nicht auf dem Originalalbum von 1961 erschien.

## Die Titel
1. Someday My Prince Will Come (Frank E. Churchill, Larry Morey)
2. Old Folks (Dedette Lee Hill, Willard Robison)
3. Pfrancing (Miles Davis) [No Blues]
4. Drad-Dog (Miles Davis)
5. Teo (Miles Davis)
6. I Thought About You (Johnny Mercer, Jimmy Van Heusen)

- Die CD-Ausgabe enthält auch den Titel Blues No. 2, an dem Philly Joe Jones mitwirkte, sowie einen „alternate take“ von Someday My Prince Will Come.

- Das Bild auf dem Cover des Albums zeigt Davis’ Frau Frances.